# Alfred Newman
Alfred Newman, född 17 mars 1901 i New Haven, Connecticut, död 17 februari 1970 i Hollywood, Los Angeles, Kalifornien, var en amerikansk kompositör, arrangör och dirigent för filmmusik.

## Biografi
Newman var äldst av tio barn i en judisk familj under små omständigheter och var ett musikaliskt underbarn. Han började studera pianospel vid fem års ålder för Sigismund Stojowski. Han kunde så småningom bidra till sin fattiga familjs inkomst genom att spela på teatrar och restauranger. Han studerade också komposition med Rubin Gold.
Vid tjugo års ålder kom Newman till New York, och började en tioårig karriär på Broadway som dirigent för musikaler av kompositörer som George Gershwin, Richard Rodgers och Jerome Kern. År 1930, följde han med Irving Berlin till Hollywood och i Los Angeles tog han privatlektioner från Arnold Schönberg.
Newman kom till Hollywood 1930 som dirigent, men efter att ha avslutat sitt arbete på Berlins projekt, fick han arbete hos Samuel Goldwyn och United Artists, för att skriva sin första hela filmmusik för Goldwyns produktion, Street Scene, 1931. Titelmusiken han skrev för denna film blev ett tema som han återvände vid flera tillfällen, bland annat i inledningen av 1953 filmen Hur man får en miljonär, där Newman ledde studioorkestern.
För Samuel Goldwyn skrev han 1939 musiken till Svindlande höjder (1939) (den klassiska filmversionen med Laurence Olivier och Merle Oberon). För RKO, komponerade han musiken till Ringaren i Notre Dame och Gunga Din, och för Paramount Pictures, Beau Geste (även 1939).
År 1940 började Newman en 20-årig karriär som musikalisk ledare för 20th Century Fox-Studios. Han komponerade den välbekanta signaturen som åtföljer studions logotyp i början av Fox produktioner, och fortfarande introducerar Foxfilmer än idag. År 1953 skrev Newman "Cinemascope extension" som sin fanfar. Denna återinspelades 1997 av sonen David, även han kompositör, och det är denna återgivning som används idag.
På Fox, utvecklade Newman också det som kom att bli känt som Newman System, ett sätt att synkronisera framförandet och inspelning av musiken med filmen. Systemet är fortfarande i bruk idag.
Newmans sista bidrag under sin tid med Fox var Det bästa av allt (1959), och efter att ha lämnat Fox 1960, frilansade Newman under resten av sin karriär. Han skrev då musiken till bl. a. sådana filmer som MGM:s Så vanns vilda västern och United Artists's Mannen från Nasaret. Den förra är ofta ansedd som hans bästa arrangemang, och är med i AFI:s 100 år av filmmusik.

## Utmärkelser
Newman vann nio Oscars, det tredje högsta antalet Oscars som någonsin vunnit av en individ (Walt Disney vann tjugosex, Cedric Gibbons vann elva) och nominerades till fyrtiofem, vilket gör honom till den mest nominerade kompositören i Oscars historia fram till 2006. Då tangerade John Williams rekordet vid mottagandet sin 44:e och 45:e nominering, och senare överträffade det 2012 med sina 47:e och 48:e nomineringar. Mellan 1938 och 1957 var Newman nominerad till minst en Oscar varje år. Fyrtiotre av Newmans nomineringar var för bästa filmmusik (vilket gör honom den näst mest nominerade i den kategorin efter John Williams) och två var för originalmusik.